# Massacre de Metekel
Le massacre de Metekel est un massacre survenu au matin du 23 décembre 2020 dans le comté de Bikuji, dans la zone Metekel, dans la région de Benishangul-Gumuz, en Éthiopie. Au 26 décembre 2020, la Commission éthiopienne des droits de l'homme (en) a dénombré 207 décès. Les autorités ont répondu en tuant 42 suspects et en arrêtant sept fonctionnaires.

## Contexte
Plusieurs massacres ont eu lieu dans la zone Metekel en 2019 et 2020. Différentes autorités régionales et fédérales sont en désaccord sur la caractérisation du conflit. Le massacre du 22 au 23 décembre a fait suite à plusieurs autres massacres liés à l'origine ethnique en Éthiopie à la fin de 2020.

## Déroulement
Des maisons ont été incendiées et de nombreuses personnes tuées. Le témoin Tesfahun Amogne a déclaré que les habitants avaient été encerclés par 500 hommes armés. Il a déclaré que les forces de sécurité avaient été "informées à plusieurs reprises" et étaient arrivées après le départ des assaillants.
L'Amhara Mass Media Agency (en) a qualifié les victimes d'amharas et les meurtres de "cibles ethniques".
Les estimations du nombre de morts varient entre 90, 100 (Commission éthiopienne des droits de l'homme) et 200 (Mouvement national d'Amhara (en)). Le 26 décembre 2020, la Commission éthiopienne des droits de l'homme modifie son décompte de victimes à 207 morts.
Sur la base d’entretiens avec cinq témoins, Amnesty International a décrit les auteurs comme étant de l'ethnie Gumuz et les victimes comme des Amharas, des Oromo et des Shinasha (en), considérés par les Gumuz comme des colons.
Près de 10 000 personnes ont fui les violences pour se réfugier à Bulen.

## Réponse
La Force de défense nationale éthiopienne a répondu au massacre en tuant 42 personnes qui auraient été impliquées selon les médias d'État dans le massacre. Les forces de sécurité de la région de Benishangul-Gumuz ont arrêté sept responsables en relation avec le massacre.